# Alpha 5.20
Pour les articles homonymes, voir Alpha (homonymie) et Badara.
Alpha 5.20, de son vrai nom Bocar Alpha Wane, est un rappeur, acteur, écrivain et entrepreneur sénégalais actif en France, né en août 1977 à Dakar. Il est à l'origine de mixtapes et compilations et d'un film indépendant mais aussi d'un livre.
Il est le fondateur du label et groupe Ghetto Fabulous Gang. Il met fin à sa carrière musicale en 2011.

## Biographie
Bocar Alpha Wane, naît en août 1977, à Dakar au Sénégal. Au début des années 1990, il quitte son pays natal pour la France. Il s'établit alors en Champagne-Ardenne avant de déménager à Épinay-sur-Seine en Seine-Saint-Denis. Après quelques aller-retours avec les États-Unis, desquels il revient inspiré par la culture urbaine et notamment le hip-hop local, il s'investit à temps plein dans le rap et en fait son activité professionnelle de manière indépendante. Il tente de se rapprocher de collectifs hip-hop indépendants locaux comme La Brigade mais se faire une place dans le milieu est très compliqué. 
De par l'indépendance de ses activités, Alpha 5.20 vend ses cassettes et disques sur les marchés. En 2006, il sort son premier album, Vivre et mourir à Dakar, qui connaît un certain succès commercial puisqu'il se classe à la 106e place des charts français après 5 semaines d'exploitation.
En 2010, il sort son dernier album intitulé Scarface d'Afrique : la mort avant le déshonneur. Le projet est son deuxième plus gros succès commercial derrière Rakailles 4. Cette année-là, il produit un film indépendant, African Gangster, réalisé par Jean-Pascal Zadi, dans lequel il joue. Après cela, Alpha 5.20 met un terme à sa carrière musicale.
Il sort néanmoins deux autres morceaux, Crépuscule des empires en collaboration avec Sofiane en 2018, et PDM en collaboration avec Freeze Corleone en 2020, qui réussissent à atteindre le classement des 100 meilleures ventes selon le Syndicat national de l'édition phonographique. Lors d'une interview, Alpha 5.20 révèle que son titre avec Freeze Corleone était initialement prévu comme une collaboration exclusivement avec Shone, pour marquer leur retour après dix ans d'absence. Sous la suggestion de Shone, Alpha 5.20 accepte d'inviter Freeze Corleone à condition qu'il n'utilise pas d'insultes dans ses paroles et que son texte porte sur l'Afrique.
Le 20 mai 2023, Ousmane Badara sort officiellement son premier livre se prénommant : Les vrais négros ne meurent pas. Il s'agit d'un traité politique panafricaniste qui a pour but d'analyser selon lui "les maux et crises du peuple noir dans le monde aux XXe et XXIe siècles". Le traité, prend racines sur plus de 7 ans d'écriture, incluant des photos et des images des lieux visités par l'auteur.

## Prises de position
En octobre 2021, Alpha 5.20 exprime des critiques envers Jul et la nouvelle vague du rap marseillais dans une vidéo partagée sur les réseaux sociaux. Il affirme que Jul ne fait pas du rap et accuse les artistes marseillais d'avoir « saccagé » le rap français,.

## Œuvre

### Livres
- Les vrais négros ne meurent pas, 2023

### Singles
- 2010 : Pour les youves (feat. Seth Gueko & Mista Flo)
- 2018 : Crépuscule des empires (feat. Sofiane)

### Apparitions
- 2002 : Intro, Interlude Dakar (Alpha Ville) et Interlude (sur la compilation Rimes et Gloires, Vol. 1)
- 2002 : Rimes & Gloires (feat. Acid & Joke, sur la compilation Rimes et Gloires, Vol. 1)
- 2002 : Reunoi Quoi Freestyle (feat. Le K.fear, sur la compilation Rimes et Gloires, Vol. 1)
- 2003 : Intro (La haine des miens), Tu dis que tu es..., Interlude, Dakar Représailles, Dakar Ground Zero et Freestyle (sur la compilation Rimes et Gloires, Vol. 2)
- 2003 : Ghetto Fabulous Gang (feat. O'Rosko, Holocost & Praz Infantry, sur la compilation Rimes et Gloires, Vol. 2)
- 2003 : Ils viennent (feat. Monsiegneur Mike, sur la compilation Rimes et Gloires, Vol. 2)
- 2004 : La fierté de Yarakh, Œil pour œil et Dakar Hustler (sur la compilation Rimes et Gloires, Vol. 3)
- 2004 : Gangsta Music (feat. O'Rosko & Shone, sur la compilation Rimes et Gloires, Vol. 3)
- 2004 : Kill Kill Kill (feat. Holocost, sur la compilation Rimes et Gloires, Vol. 3)
- 2004 : Tout l'amour que j'ai (feat. KHF & O'Rosko, sur la compilation Rimes et Gloires, Vol. 3)
- 2005 : Boyz in the Hood (feat. Sinik & Alibi Montana, sur l'album Barillet plein de Seth Gueko)
- 2005 : Thugz (feat, Modit, sur l'album Barillet plein de Seth Gueko)
- 2006 : Mon bic cri (feat. C4 Explosif & Coroner, sur la mixtape La crème du crime de Shone)
- 2006 : Entre l'amour de l'haine (feat. Blackilla & Paler, sur l'album Œuvre d'un banlieusard de Iron Sy)
- 2006 : Bad Boys de Paname (feat. OGB, Larsen, Nakk, Ades, Joe Lucazz, Kizito & Smoker, sur l'album Illegal Muzik de Grödash)
- 2006 : Trop nez gros (Remix) (feat. Grödash, Taro OG, Nubi & Despo Rutti, sur la mixtape Bledhard concept, Vol. 3 de Al Peco)
- 2006 : Freestyle à l'ancienne Intro (feat. DSK, Alino, Seven, Kiss Kois & Larsen, sur l'album Street Album (Volume 2) de La Zone)
- 2007 : Blood Money (feat. Hajmo & Pepkal, sur la compilation Ghetto Truand & Associés)
- 2007 : Parlez parlez parlez (feat. FTK, Sefyu, Blackjack, B La & DOC, sur l'album Demolition Man de Ol Kainry)
- 2007 : Meurtrier (feat. Alkpote & Seth Gueko, sur la compilation Rap de banlieusard 1 (Spécial Alkpote))
- 2007 : Caillera-caillera (feat. MC Six Coups, sur l'album Patate de forain de Seth Gueko)
- 2007 : Avec le cœur (feat. Shone, sur la mixtape Les écrits restent (Volume 2) de Layone)
- 2007 : 93 Gangster (feat. Gonzales, sur la compilation Rap ou crève)
- 2007 : L'avarice (feat. Nuance Subtile & Section Seum, sur la compilation Peine Capitale)
- 2007 : Ambiance Thug & Ghetto (feat. Zaref, Manu Key, Seven, Seth Gueko, Lexro & KHF, sur la compilation Rap de banlieusard 2 (Spécial Joe Lucazz))
- 2007 : Meurtrier (sur la mixtape Sucez-moi avant l'album de Alkpote)
- 2007 : Méfiance (sur la compilation One Beat)
- 2008 : Fuck la musique (sur la bande originale du film Cramé)
- 2008 : Mes racines (feat. Disiz la Peste, sur l'album Le Prototype de Toyer)
- 2008 : Interlude (sur la mixtape Avant Maintenant ou Jamais de Inko)
- 2008 : Mec de tess (feat. Salif, Poison, Babass Escobar & Ritm'o, sur l'album La ténébreuse épopée de Unité 2 Feu)
- 2009 : Cli-Cli notre plaque tournante (sur l'album Cli-Cli notre plaque tournante de Zehef)
- 2009 : Prend pas le sème (feat. Seth Gueko, Seven, Lexro, One Shot, Alien, Jpax, Manu Key & KHF, sur l'album Cli-Cli notre plaque tournante de Zehef)
- 2009 : Avec mon gun (feat. Malik, Kozi & Poison, sur l'album Cli-Cli notre plaque tournante de Zehef)
- 2009 : Inclassables (feat. Alibi Montana, sur la mixtape Street Revelation de Rheyz)
- 2009 : Miskeen (feat. Iron Sy & Boulai, sur l'album Brûle dans l'âme de Babass Escobar)
- 2009 : Galsen (feat. Malik Bledoss, sur l'album Coup d'état des Frères Sy)
- 2009 : Drogue music (feat. Ghetto Fabulous Gang, Miko & Nanou, sur la mixtape Mon sang pleure de rage de Wadson AKA Nosdaw)
- 2009 : Qui veut la peau d'Alain de l'ombre ? (feat. Bo Digital, Kaaris, Sultan, Dosseh, Seth Gueko, etc., sur l'album Avant la prophétie d'Alain 2 l'Ombre)
- 2009 : Pillage Intro (feat. G-Moni, sur l'album Le kartier général de Fik's & P. Kaer)
- 2009 : Tape sur les nerfs (sur l'album La Sul'tendance de Sultan)
- 2010 : Union malsaine (feat. Iron Sy, Dry, Zesau & Beli Blanco, sur l'album L'esprit du Clan de 400 Hyènes)
- 2010 : 93 All Star (feat. Alibi Montana, Busta Flex, Sefyu, Jaeyez, Larsen & Alcide H, sur la compilation Sur le Terre-Terre)
- 2010 : Cocaine Bizness (sur la mixtape Récréation de Clone X)
- 2010 : Sauce tomate (feat. Pepkal, sur la mixtape Alkpote et la crème d'Île 2 France de Alkpote)
- 2010 : Hustler (sur la compilation Street Game Mixtape)
- 2010 : Ne me pousse pas (feat. Doyen OG & Pepkal, sur la compilation Photo 2 famille)
- 2010 : Pour les youves (feat. Seth Gueko & Mista Flo, sur la compilation Street Lourd II)
- 2010 : Vendetta (sur la mixtape 3.5.7 Symphonie des Frères d'armes)
- 2010 : 93 Malhonnête (feat. Falcap & Alibi Montana, sur la mixtape Verbal Homicide 2 de Rafale 2 Plomb)
- 2011 : Les guerriers de la nuit (sur l'album Péril jeune de 400 Hyènes)
- 2011 : Pas 2 problème (feat. Shone, sur la mixtape Burchett Volume 1 de LMC Click)
- 2011 : Mon reflet (sur l'album L'ange 2 l'apocalypX de O'Rosko)
- 2011 : Attitude (sur l'album Carte blanche de Puissance Nord)
- 2011 : Revendique (feat. Malfra, sur la compilation La boussole, Vol. 5)
- 2018 : Crépuscule des empires (feat. Sofiane, sur la compilation 93 Empire)
- 2019 : L'enfer glacé (sur l'album Les funérailles des tabous de Despo Rutti)
- 2020 : PDM (feat. Shone, sur l'album LMF de Freeze Corleone)